# Omnium Gatherum
Omnium Gatherum dvadeseti je studijski i prvi dvostruki album australskog rock-sastava King Gizzard & the Lizard Wizard. Objavljen je 22. travnja 2022. Najavljen je 8. ožujka te godine, a mogao se prednaručiti od 22. ožujka. Prvi je studijski uradak skupine od početka pandemije koronavirusa na kojem svi njezini članovi zajedno sviraju uživo. Kao što je bio slučaj s prijašnjim albumima, na uratku se nalaze pjesme različitih žanrova, a među njima su psihodelična glazba, progresivni rock, heavy metal i synthpop, ali i eksperimenti s hip-hopom (kojem se sastav prvi put posvetio na prijašnjem uratku Made in Timeland). Dobio je uglavnom pozitivne kritike, ali su recenzenti bili podijeljenih mišljenja u vezi s njegovim trajanjem i dosljednošću pjesama.

## Snimanje
Tijekom rada na albumu Fishing for Fishies skupina je snimala u kući članova grupe Tropical Fuck Storm. Ta su dva sastava zajedno snimila veću improviziranu pjesmu pod imenom „Hat Jam” (ime je dobila po tome što su različiti glazbenici tijekom snimanja nosili šešire); dio procesa prikazan je u dokumentarnom videozapisu How to Gut a Fishie objavljenom 21. travnja 2019. na YouTubeu. Obje su skupine iskoristile dijelove navedene pjesme; King Gizzard uvrstio je njezine dijelove na „The Dripping Tap”, prvi singl s Omnium Gatheruma, a Tropical Fuck Storm određene je dijelove objavio na EP-u Satanic Slumber Party koji je objavio s King Gizzardom. U to je vrijeme u ograničenoj nakladi objavljen i Hat Jam, ploča na kojoj se nalaze i „The Dripping Tap” i Satanic Slumber Party.
Dana 30. svibnja 2021. skupina je objavila videozapis koji prikazuje njezin nastup u Sydneyu te godine; osim što su inačice pjesama na tom koncertu istog dana objavljene na koncertnom albumu Live in Sydney '21, u samom se videozapisu pojavila najava za album Butterfly 3000 koju je popratila snimka glazbe od 15 sekundi. Premda se vjerovalo da je riječ o djeliću pjesme s tog uratka, naposljetku se uspostavilo da je riječ o neobjavljenoj pjesmi „Magenta Mountain” s Omnium Gatheruma.
Sastav je 10. kolovoza na Twitteru izjavio da je završio sa snimanjem idućeg albuma, a u objavu je uvrstio emojije dijamanta i pijuka. Pet dana poslije objavio je još dva emojija: kapljicu vode i slavinu koja puni čašu. Te su objave sugerirale da se ti znakovi odnose na nadolazeći album.
Dana 30. listopada članovi skupine odsvirali su tada neobjavljenu pjesmu u Sidney Myer Music Bowlu u sklopu događaja Play On Victoria. Idućeg je dana na Twitteru objavio snimku zaslona na kojoj se nalaze stihovi te pjesme („Gaia”).
U siječnju 2022. grupa je nastavila objavljivati emojije na Twitteru, a objave obožavatelja u kojima se nalaze pogođeni nazivi pjesama označivala je sa „sviđa mi se”. Također je pritisnula srce na objavu u kojoj se nalazi pitanje hoće li objaviti dvostruki album.
Mjesec dana poslije izjavila je da će 5. ožujka održati jednokratni trosatni koncert u Melbourneu pod imenom Return of the Curse of Timeland. Na tom je koncertu odsvirala četiri pjesme s Omnium Gatheruma: „Magenta Mountain”, „The Garden Goblin”, „The Dripping Tap” i „Gaia”.
Prvi je studijski uradak skupine od početka pandemije koronavirusa na kojem su svi glazbenici svirali zajedno u studiju; dijelove pjesama na albumima K.G., L.W. i Butterfly 3000 svaki je član snimao odvojen od ostalih glazbenika.
Hip-hop-pjesme na uratku nastale su nakon što je Mackenzie naučio kako semplirati različite gramofonske ploče koje je kupio na Discogsu; na tim je pjesmama repao Ambrose Kenny-Smith. The Guardian je izjavio da su eksperimenti s tim žanrom bili „jedna od rijetkih spornih točaka među članovima sastava”.

## Glazbeni stil
Na Omnium Gatherumu sastav se okušao u različitim žanrovima, a među njima nalaze se: psihodelična glazba, progresivni rock, heavy metal, synthpop, narodna glazba, džez, ritam i blues te soul. „The Dripping Tap” progresivna je improvizirana pjesma koja spaja krautrock, thrash metal, psihodelični soul, neo soul, acid rock i noise. „Magenta Mountain” i „Kepler-22b” žanrovski pripadaju dream popu, neopsihodeliji i psihodeličnom popu koji stilski podsjeća na pjesme s albuma Butterfly 3000 i odlikuju se „gegajućim ritmovima pod prekrasnim harmonijama”; prva pjesma sadrži elemente elektropopa, a druga elemente acid jazza. „Gaia” i „Predator X” pripadaju žanrovima heavy metala i acid rocka te se nadovezuju na glazbeni stil prisutan na albumu Infest the Rats' Nest (u pjesmi „Predator X” izravno se upućuje na pjesmu „Perihelion” s tog uratka), a u prvoj se navedenoj pjesmi spajaju žanrovi thrash metala, psihodeličnog metala, grind metala, death metala i psihodeličnog proga.
„Ambergris” je skladba koja spaja jazz-funk i lounge-funk, a „Candles” se nadovezuje na chill-out s kraja devedesetih godina 20. stoljeća. „Sadie Sorceress” i „The Grim Reaper” uvode elemente hip-hopa u glazbeni stil skupine, a u potonjoj se pjesmi nalaze i elementi mikrotonske glazbe i psihodelije. Pjesma „The Garden Goblin” svrstava se u twee pop, lo-fi, progresivni pop i psihodelični pop, a skladba „Evilest Man” odlikuje se političnim acid rockom i nadovezuje se na pjesmu „Cyboogie” s albuma Fishing for Fishies. „The Funeral”, završna pjesma, nadahnuta je loungeom te sadrži bliskoistočne gitarske melodije i završetak tipičan za žanr ethereal wavea. Pred kraj te pjesme pojavljuje se zvuk otkucaja koji se ponavlja svake sekunde; riječ je o tempu koji je identičan motivu „sata koji otkucava” na prijašnjem albumu Made in Timeland.

## Objava
Uradak je najavljen 8. ožujka 2022., a istog je dana sastav objavio osamnaestominutnu pjesmu „The Dripping Tap” kao prvi singl; riječ je o najdužoj pjesmi skupine do danas i prvoj pjesmi od albuma Fishing for Fishies iz 2019. na kojoj se nalazi snimljena izvedba svih šest članova. Stu Mackenzie u najavi je izjavio da će Omnium Gatherum biti najduži studijski album sastava do sada i da je riječ o „prekretnici” jer će „promijeniti način na koji pišemo i snimamo pjesme, barem na neko vrijeme”; dodao je da skupina „ulazi u 'razdoblje improviziranja'”.
„Magenta Mountain”, drugi singl s albuma, objavljen je 29. ožujka, a uz njega je objavljen i spot koji prikazuje izvedbu te pjesme na koncertu Return of the Curse of Timeland održanom 5. ožujka. „Kepler-22b”, treći singl, objavljen je 19. travnja s popratnim glazbenim spotom.

## Popis pjesama
| 1.    | »The Dripping Tap«        | Stu Mackenzie, Ambrose Kenny-Smith                    | 18:17 |
| 2.    | »Magenta Mountain«        | Mackenzie, Joey Walker, Kenny-Smith                   | 6:04  |
| 3.    | »Kepler-22b«              | Cook Craig, Mackenzie, Barney McAll                   | 3:12  |
| 4.    | »Gaia«                    | Mackenzie, Michael Cavanagh, Walker                   | 5:11  |
| 5.    | »Ambergris«               | Walker                                                | 4:27  |
| 6.    | »Sadie Sorceress«         | Mackenzie, Walker, Kenny-Smith, Barry Mason, Les Reed | 3:07  |
| 7.    | »Evilest Man«             | Mackenzie                                             | 7:38  |
| 8.    | »The Garden Goblin«       | Craig, Mackenzie                                      | 2:56  |
| 9.    | »Blame It on the Weather« | Kenny-Smith, Mackenzie, Walker, Cavanagh              | 2:31  |
| 10.   | »Persistence«             | Craig, Mackenzie                                      | 3:47  |
| 11.   | »The Grim Reaper«         | Kenny-Smith, Mackenzie, Walker, Heinz Funk            | 3:05  |
| 12.   | »Presumptuous«            | Kenny-Smith, Mackenzie                                | 4:53  |
| 13.   | »Predator X«              | Mackenzie                                             | 3:45  |
| 14.   | »Red Smoke«               | Kenny-Smith                                           | 4:21  |
| 15.   | »Candles«                 | Mackenzie                                             | 4:34  |
| 16.   | »The Funeral«             | Mackenzie                                             | 2:23  |
| 80:11 |                           |                                                       |       |

## Recenzije
| Zbirne ocjene   | Zbirne ocjene |
| Izvor           | Ocjena        |
| --------------- | ------------- |
| AnyDecentMusic? | 6,6/10        |
| Metacritic      | 72/100        |
| Recenzije       |               |
| Izvor           | Ocjena        |
| AllMusic        | [ 24 ]        |
| Clash           | 9/10          |
| Classic Rock    | [ 29 ]        |
| Gigwise         | [ 23 ]        |
| Loud and Quiet  | 5/10          |
| Louder Than War | [ 20 ]        |
| Pitchfork       | 7,3/10        |
| Under the Radar | [ 22 ]        |

Na Metacriticu, sajtu koji prikuplja ocjene recenzenata raznih publikacija i na temelju njih uratku daje prosječnu ocjenu od 0 do 100, uradak je na temelju sedam recenzija osvojio 72 boda od njih 100, što označava „uglavnom pozitivne kritike”.
U recenziji za časopis Clash Sam Walker-Smart dao mu je devet bodova od njih deset te ga je nazvao „izvanrednom ulaznom točkom u 'Gizzverse'” i „uratkom bez neupadljivih pjesama koji je možda najbolje djelo koje je King Gizzard & the Lizard Wizard objavio”. Nathan Whittle u recenziji za Louder Than War nazvao ga je „destilacijom svega onoga u čemu je skupina odlična i, kao što je uobičajeno, oblikovan je prema njezinim standardima”. Dodao je da „dokazuje kako sastav uživa u novoj slobodi, skinuti su mu okovi samonametnutih ograničenja prema kojima su albumi nastajali na temelju zasebnih stilova”. Dao mu je pet zvjezdica od njih pet. Alfie Verity iz Gigwisea dao mu je sedam zvjezdica od njih deset; pohvalio je činjenicu da članovi sastava i dalje eksperimentiraju na dvadesetom albumu, ali da albumu „nedostaje ključna nit među pjesmama” i da „na određenim dijelovima nestaje sjaj”.
Jack Doherty dao mu je pet od deset bodova u recenziji za Loud and Quiet; kritizirao je različitost glazbenih stilova na albumu izjavivši da se uradak „ruši jer ne može iznenaditi i za sobom ostavlja zvuk skupine koja više nema kamo ići”. U recenziji za AllMusic Tim Sendra dao mu je dvije i pol zvjezdice od njih pet i zaključio je: „To je prvi doista razočaravajući album koji je sastav objavio i prvi na kojem više zvuči kao da mu ponestaje benzina nego kao da radi punom parom.” U recenziji za Consequence Jordan Blum nazvao ga je „širokopojasnim, raznovrsnim i barem malo samozadovoljnim, no upravo je zbog toga izvrstan”. Kyle Kersey dao mu je tri zvjezdice od njih pet u recenziji za časopis Under the Radar i napisao je: „Album je kao čitavo djelo malo previše skače naokolo da bi mogao biti dorastao najusredotočenijem radu [sastava], a i njegovo je trajanje masivno. No kao švedski stol čudnih zvukovnih preobraženja prilično je zabavan.”

## Zasluge
| King Gizzard & the Lizard Wizard - Ambrose Kenny-Smith – vokali (na 1. i 2. pjesmi, od 6. do 9. pjesme te na 11., 12. i 14. pjesmi); orgulje (na pjesmi „The Dripping Tap”); udaraljke (od 1. do 3. pjesme, od 7. do 12. pjesme i od 14. do 16. pjesme); Wurlitzer (na 1., 12. i 14. pjesmi); usna harmonika (na pjesmi „The Dripping Tap”; saksofon (na 8. i 9. pjesmi); sintesajzer (na pjesmi „Blame It on the Weather”); melotron (na pjesmi „Persistence”); gitara (na pjesmi „Red Smoke”); vibrafon (na pjesmi „Red Smoke”); snimanje (9. i 14. pjesme) - Michael Cavanagh – bubnjevi (osim na 6. i 8. pjesmi); udaraljke (na pjesmi „Blame It on the Weather”); snimanje (2., 3., 5., 9., 10. i 11. pjesme) - Cook Craig – gitara (na 1., 2., 7. i 10. pjesmi); vokali (na 1. i 8. pjesmi); sintesajzer (od 2. do 5. pjesme te na 8., 10., 13., 15. i 16. pjesmi); klavijatura (na 3., 8. i 12. pjesmi); bas-gitara (na 3. i 10. pjesmi); turntable (na pjesmi „Kepler-22b”); melotron (na 8. i 12. pjesmi); udaraljke (na pjesmi „The Garden Goblin”); Wurlitzer (na pjesmi „Persistence”); snimanje (3., 8. i 10. pjesme); produkcija (3. i 8. pjesme) - Joey Walker – gitara (na 1., 4., 5., 9., 10. i 13. pjesmi); vokali (na 1., 2., 4., 5. i 10. pjesmi); udaraljke (na 2., 5. i 7. pjesmi); sintesajzer (na 2., 5., 6., 7., 10., 11. i 15. pjesmi); bas-gitara (na 4. i 13. pjesmi); turntable (na pjesmi „Sadie Sorceress”); melotron (na 6. i 15. pjesmi); baglama (na pjesmi „The Grim Reaper”); flauta (na pjesmi „Presumptuous”); snimanje (5. i 6. pjesme); miksanje (pjesme „Ambergris”); produkcija (5. i 6. pjesme) - Lucas Harwood – bas-gitara (na pjesmi „The Dripping Tap”) - Stu Mackenzie – vokali (osim na 5., 11. i 12. pjesmi); gitara (na 1., 2., 4., 7., 10., 12., 13., 15. i 16. pjesmi); bas-gitara (na 1., 2., 7., 12., 14., 15. i 16. pjesmi); orgulje (na 1., 5., 9. i 16. pjesmi); klavir (na pjesmi „The Dripping Tap”); udaraljke (od 1. do 3. pjesme, od 7. do 12. pjesme te na 15. i 16. pjesmi); sintesajzer (na 2., 5., 7., 8., 10. i 14. pjesmi); klavijatura (na 2., 7., 15. i 16. pjesmi); melotron (na 3., 9. i 12. pjesmi); clavinet (na 5. i 6. pjesmi); turntable (na 6. i 11. pjesmi); flauta (na pjesmi „Evilest Man”); vibrafon (na 7. i 15. pjesmi); Wurlitzer (na 7., 12., 14., 15. i 16. pjesmi); vocoder (na pjesmi „Evilest Man”); snimanje (svih pjesama osim 5., 8. i 10. pjesme); miksanje (svih pjesama osim pjesme „Ambergris”); produkcija (svih pjesama osim pjesme „Ambergris”) | Dodatni glazbenici - Millicent Smith – vokali (na pjesmi „Sadie Sorceress”) - Amy Findlay – bubnjevi (na pjesmi „Persistence”) - Madeline Wright – zvukovi tuluma (na pjesmi „Presumptuous”) Ostalo osoblje - Jason Galea – ilustracije, omot albuma, fotografija - Joseph Carra – mastering |

## Ljestvice
| Ljestvica (2022.)                        | Najviša pozicija |
| ---------------------------------------- | ---------------- |
| Australija                               | 4.               |
| SAD (Independent Albums)                 | 33.              |
| SAD (Top Album Sales)                    | 8.               |
| Ujedinjeno Kraljevstvo (Album Downloads) | 12.              |